# Agdanbuugiyn Amar
Agdanbuugiyn (Anandýn) Amar (1866-1941) fue presidente de Mongolia, del periodo de 2 de julio de 1932 a su fecha de terminación en 22 de marzo de 1936.
Miembro del Partido Revolucionario Popular, fue el sexto presidente de Mongolia. Fue acusado de participar en actividades contrarrevolucionarias y ejecutado el 27 de julio de 1941 en el campo de fusilamiento de Communarka en las afueras de Moscú.
Con la desestalinización, se revisó su caso, y al no encontrarse pruebas de culpabilidad, fue rehabilitado en 1962.